# Andrzej Puławski
Andrzej Władysław Puławski (ur. 17 marca 1940 we Włochach) – polski lekkoatleta, który specjalizował się w trójskoku.
W seniorskiej reprezentacji zadebiutował w 1962 roku zajmując czwarte miejsce w meczu przeciwko Grecji w Sosnowcu. Reprezentował Polskę na mistrzostwach Europy w Budapeszcie w 1966 – z wynikiem 15,55 odpadł w eliminacjach. Dziesięć razy bronił barw narodowych w meczach międzypaństwowych odnosząc w nich jedno zwycięstwo indywidualne (w 1964 przeciwko Finlandii w Poznaniu). 
Czterokrotnie stawał na podium lekkoatletycznych mistrzostw Polski seniorów zdobywając jeden złoty (Zielona Góra 1968) oraz trzy brązowe medale (Szczecin 1965, Poznań 1966, Chorzów 1967). Oprócz tych osiągnięć jeszcze cztery raz wystąpił w finale mistrzostw kraju.
Rekord życiowy: 16,16 (26 czerwca 1966, Warszawa).
Był zawodnikiem warszawskich klubów: Zrywu i Gwardii.